# 부계 홍씨
부계 홍씨(缶溪洪氏)는 대구광역시 군위군 부계면을 본관으로 하는 한국의 성씨이다.

## 역사
부계 홍씨(缶溪 洪氏)는 홍란(洪鸞)을 시조로 하고 고려 중엽 직장(直長)을 지낸 홍좌(洪佐)를 기세조로 한다.
부계 홍씨는 조선시대 문과 급제자 8명을 배출하였다.

## 인물
- 홍로(洪魯, 1366년 ~ 1392년) : 홍좌의 9세손. 조부는 홍련(洪漣)으로 감무(監務)를 지냈으며, 부친은 진사(進士) 홍민구(洪敏求)이다. 처부는 흥양 위씨 위신철(韋臣哲)이다. 1390년(공양왕 2)에 문과에 급제하여 포은(圃隱)의 추천으로 한림학사(翰林學士)가 되고, 문하사인(門下舍人)으로 승진되었다.

- 홍귀달(洪貴達, 1438년 ~ 1504년) : 홍좌의 10세손. 1460년(세조 7) 별시문과에 을과로 급제하고, 대제학·대사헌·우참찬·이조판서·호조판서 등을 역임한 뒤 좌참찬이 되었다. 1498년(연산군 4) 폐단을 지적한 글을 올려 왕에게 간하다가 무오사화가 일어나자 좌천되었다. 1500년 『속국조보감(續國朝寶鑑)』·『역대명감(歷代名鑑)』을 편찬하고, 경기도관찰사가 되었다. 1504년 손녀를 궁중에 들이라는 왕명을 거역해 장형(杖刑)을 받고 경원으로 유배 도중 교살(絞殺)되었다. 중종반정 후 신원(伸寃)되었다. 저서로는 『허백정문집(虛白亭文集)』이 있다. 시호는 문광(文匡)이다.

- 홍언충(洪彦忠, 1473년 ~ 1508년) : 홍귀달의 아들. 1495년(연산군 1) 증광 문과에 을과로 급제하고 승문원정자·저작·박사 등을 역임하였다. 1498년 사가독서(賜暇讀書)하고, 질정관(質正官)·부수찬·이조좌랑 등을 역임한 뒤 병으로 사임하였다. 1503년 수찬(修撰)으로 복직해 교리(敎理)가 되고, 그 해에 정조사(正朝使)의 서장관(書狀官)이 되어 명나라에 다녀왔다. 이듬해 갑자사화가 일어나자 글을 올려 임금을 간하다가 노여움을 사서 문외출송(門外黜送)되었다가 유배되었다. 저서로는 『자만사(自挽辭)』가 있다.

- 홍언방(洪彦邦) : 홍언충의 동생. 1486년(성종 17) 진사시에 합격하였고, 1502년(연산군 8) 알성시 문과에 급제하였다. 1507년(중종 2) 홍문관박사(弘文館博士)로 재직 중 부친의 상(喪)을 치르면서 고기를 먹는 등 올바르지 못한 행동을 하였다는 이유로 탄핵을 당하였다. 1508년(중종 3) 성균관학관(成均館學官)으로 임명되었지만, 부친의 상을 제대로 치르지 못한 죄목으로 다시 탄핵을 당하였다. 1523년(중종 18) 언양현감(彦陽縣監)으로 재직 중 대간(臺諫)으로부터 성품이 탐욕스러워서 백성들을 수탈한다는 죄목으로 탄핵을 당하였다.

- 홍호(洪鎬, 1586년 ~ 1646년) : 홍귀달의 현손. 1606년(선조 39) 식년 문과에 병과로 급제하고, 1636년 병자호란 때는 용병술로 포수를 지휘하였다. 1643년 우부승지 등을 거쳐 1645년 대사간이 되었다. 인품이 깨끗하고, 영욕과 이해타산이 없어서 강직한 자로 평을 받았다. 저서로는 『무주일고(無住逸稿)』가 있다.

- 홍여하(洪汝河, 1620년 ~ 1674년) : 홍호의 아들. 1654년(효종 5) 식년 문과에 을과로 급제하고, 1674년(숙종 즉위년) 남인이 정권을 잡자 병조좌랑이 되었으며, 사간에 이르렀다. 저서로는 『목재집』이 있다.

- 홍구서(洪龜瑞, 1726년 ~ 1779년) : 1761년(영조 37) 정시 문과에 병과로 급제한 후 승정원사변가주서(承政院事變假注書)‧승문원권지부정자(承文院權知副正字)‧종부시주부(宗簿寺主簿)‧병조좌랑(兵曹佐郞) 등을 역임하였다. 유고로 시문집인 『물계집(勿溪集)』이 있다.

## 인구
- 2015년 부계 홍씨 71명 + 부림 홍씨 15,230명 = 15,301명